# C20orf24
C20orf24 (англ. Chromosome 20 open reading frame 24) – білок, який кодується однойменним геном, розташованим у людей на довгому плечі 20-ї хромосоми. Довжина поліпептидного ланцюга білка становить 137 амінокислот, а молекулярна маса — 15 487.
| 10         |  | 20         |  | 30         |  | 40         |  | 50         |
| ---------- |  | ---------- |  | ---------- |  | ---------- |  | ---------- |
| MSGGRRKEEP |  | PQPQLANGAL |  | KVSVWSKVLR |  | SDAAWEDKDE |  | FLDVIYWFRQ |
| IIAVVLGVIW |  | GVLPLRGFLG |  | IAGFCLINAG |  | VLYLYFSNYL |  | QIDEEEYGGT |
| WELTKEGFMT |  | SFALFMVCVA |  | DSFTTGHLDH |  | LLHCHPL    |  |            |

A: Аланін

C: Цистеїн

D: Аспарагінова кислота

E: Глутамінова кислота

F: Фенілаланін

G: Гліцин

H: Гістидин

I: Ізолейцин

K: Лізин

L: Лейцин

M: Метіонін

N: Аспарагін

P: Пролін

Q: Глутамін

R: Аргінін

S: Серин

T: Треонін

V: Валін

W: Триптофан

Задіяний у такому біологічному процесі, як альтернативний сплайсинг. 